# Grimes (musiker)
Claire Elise Boucher, bedre kendt som Grimes, er en electronica/pop-sangerinde/sangskriver fra Canada.

Hendes to første album Geidi Primes (2010) og Halfaxa (2010) udkom på det canadiske pladeselskab Arbutus Records, og hendes tredje album Visions (2012) udkom på det internationalt anerkendte, britiske pladeselskab 4AD.

## Privatliv
Grimes var kæreste med Elon Musk fra 2018 til 2021. De har tre børn sammen og har haft en strid om forældremyndigheden over dem.

## Diskografi
- Geidi Primes (2010)
- Halfaxa (2010)
- Visions (2012)
- Art Angels (2015)
- Miss Anthropocene (2020)